# Nicla Mosetti
Nicla Mosetti (Trieste, 24 agosto 1997) è un'ostacolista italiana.

## Biografia
Inizia a praticare l'atletica leggera a Trieste all'età di undici anni. Nel 2013 fa il suo debutto con la maglia della nazionale under 18 partecipando al XII Festival olimpico della gioventù europea nella gara del salto in alto, ma senza saltare in finale, fase che invece raggiunge nella staffetta 4×100 metri, dove si qualifica sesta.
Nel 2016 è campionessa italiana under 20 dei 100 metri ostacoli e prende parte ai campionati mondiali under 20 di Bydgoszcz, raggiungendo la semifinale dei 100 metri ostacoli. Nel 2017, dopo quattro anni con la maglia del CUS Trieste, passa alla Bracco Atletica e, dopo aver vestito la maglia di campionessa italiana under 23 dei 60 metri ostacoli indoor, corre nelle batterie dei 100 metri ostacoli ai campionati europei under 23 di Bydgoszcz, senza però riuscire a raggiungere le semifinali.
nel 2018 si riconferma campionessa italiana under 23 dei 60 metri piani indoor e qualche mese dopo conquista la medaglia di bronzo nei 100 metri ostacoli ai campionati del Mediterraneo under 23 di Jesolo.
Nel 2022 veste per la prima volta la maglia della nazionale assoluta partecipando ai Giochi del Mediterraneo di Orano, dove si classifica seconda nei 100 metri ostacoli. Gareggiando nella medesima disciplina, lo stesso anno prende parte ai campionati europei di Monaco di Baviera, concludendo la gara nelle batterie di qualificazione.
Il 18 febbraio 2023 conquista il suo primo titolo di campionessa italiana assoluta dei 60 metri ostacoli ai campionati indoor di Ancona.

## Progressione

### 60 metri ostacoli indoor
| Stagione | Tempo | Luogo  | Data      | Rank. Mond. |
| -------- | ----- | ------ | --------- | ----------- |
| 2022/23  | 8"12  | Ancona | 18-2-2023 |             |
| 2021/22  | 8"24  | Ancona | 22-1-2022 |             |
| 2020/21  | 8"49  | Ancona | 20-2-2021 |             |
| 2019/20  | 8"43  | Modena | 1-2-2020  |             |
| 2018/19  | 8"51  | Ancona | 3-2-2019  |             |
| 2017/18  | 8"25  | Ancona | 17-2-2018 |             |
| 2016/17  | 8"38  | Ancona | 5-2-2017  |             |
| 2015/16  | 8"50  | Udine  | 30-1-2016 |             |
| 2014/15  | 8"55  | Ancona | 8-2-2015  |             |

### 100 metri ostacoli
| Stagione | Tempo | Luogo       | Data      | Rank. Mond. |
| -------- | ----- | ----------- | --------- | ----------- |
| 2023     | 13"15 | Savona      | 24-5-2023 |             |
| 2022     | 13"02 | Orano       | 2-7-2022  |             |
| 2021     | 13"66 | Rieti       | 22-5-2021 |             |
| 2020     | 13"78 | Trieste     | 1-8-2020  |             |
| 2019     | 13"51 | Orvieto     | 23-6-2019 |             |
| 2018     | 13"34 | Trieste     | 14-7-2018 |             |
| 2017     | 13"37 | Trieste     | 1-7-2017  |             |
| 2016     | 13"77 | Bydgoszcz   | 23-7-2016 |             |
| 2015     | 14"56 | Rovigo      | 6-6-2015  |             |
| 2014     | 14"40 | Spilimbergo | 10-5-2014 |             |

## Palmarès
| Anno | Manifestazione                           | Sede              | Evento        | Risultato      | Prestazione | Note |
| ---- | ---------------------------------------- | ----------------- | ------------- | -------------- | ----------- | ---- |
| 2013 | Festival olimpico della gioventù europea | Utrecht           | Salto in alto | Qualificazione | 9ª          |      |
| 2013 | Festival olimpico della gioventù europea | Utrecht           | 4×100 m       | 6ª             | 47"78       |      |
| 2016 | Mondiali under 20                        | Bydgoszcz         | 100 m hs      | Semifinale     | 13"77       |      |
| 2017 | Europei under 23                         | Bydgoszcz         | 100 m hs      | Batteria       | 13"73       |      |
| 2018 | Campionati del Mediterraneo under 23     | Jesolo            | 100 m hs      | Bronzo         | 13"26       |      |
| 2022 | Giochi del Mediterraneo                  | Orano             | 100 m hs      | Argento        | 13"22       |      |
| 2022 | Europei                                  | Monaco di Baviera | 100 m hs      | Batteria       | 13"49       |      |
| 2023 | Europei indoor                           | Istanbul          | 60 m hs       | Batteria       | 8"30        |      |

## Campionati nazionali
- 2 volte campionessa italiana assoluta indoor dei 60 m ostacoli (2023, 2024)
- 2 volte campionessa italiana promesse dei 60 metri ostacoli (2017, 2018)
- 1 volta campionessa italiana juniores dei 100 metri ostacoli (2016)

2013
- Finale 2 ai campionati italiani under 18 indoor, 60 m ostacoli (76,2 cm) - 9"12
- 19ª ai campionati italiani allievi indoor, salto in alto - 1,50 m
- 13ª ai campionati italiani allievi, salto in alto - 1,54 m
- 10ª ai campionati italiani allievi, salto in lungo - 5,30 m

2014
- Bronzo ai campionati italiani allievi indoor, 60 m ostacoli (76,2 cm) - 8"88
- Argento ai campionati italiani allievi indoor, salto in alto - 1,66 m
- 6ª ai campionati italiani allievi, 100 m ostacoli (76,2 cm) - 14"32
- 14ª ai campionati italiani allievi, salto in lungo - 5,44 m

2015
- Argento ai campionati italiani juniores indoor, 60 m ostacoli - 8"74
- 6ª ai campionati italiani assoluti indoor, 60 m ostacoli - 8"61

2016
- Bronzo ai campionati italiani juniores indoor, 60 m ostacoli - 8"73
- 6ª ai campionati italiani assoluti indoor, 60 m ostacoli - 8"51
- Oro ai campionati italiani juniores, 100 m ostacoli - 13"78

2017
- Oro ai campionati italiani promesse indoor, 60 m ostacoli - 8"38
- 6ª ai campionati italiani assoluti indoor, 60 m ostacoli - 8"45
- Argento ai campionati italiani promesse, 100 m ostacoli - 13"81
- Argento ai campionati italiani promesse, staffetta 4×100 metri - 46"21
- Argento ai campionati italiani assoluti, 100 m ostacoli - 13"37

2018
- Oro ai campionati italiani promesse indoor, 60 m ostacoli - 8"28
- 4ª ai campionati italiani assoluti indoor, 60 m ostacoli - 8"30
- Argento ai campionati italiani promesse, 100 m ostacoli - 13"32
- Bronzo ai campionati italiani assoluti, staffetta 4×100 m - 46"42

2019
- 4ª ai campionati italiani promesse indoor, 60 m ostacoli - 8"51
- 8ª ai campionati italiani assoluti indoor, 60 m ostacoli - 8"65
- 4ª ai campionati italiani promesse, 100 m ostacoli - 13"97
- 6ª ai campionati italiani promesse, salto in lungo - 5,81 m
- 4ª ai campionati italiani promesse, staffetta 4×100 m - 47"57
- 7ª ai campionati italiani assoluti, 100 m ostacoli - 13"96
- 4ª ai campionati italiani assoluti, staffetta 4×100 m - 46"75

2020
- 5ª ai campionati italiani assoluti indoor, 60 m ostacoli - 8"61
- Eliminata in batteria ai campionati italiani assoluti, 100 m ostacoli - 13"93

2021
- 6ª ai campionati italiani assoluti indoor, 60 m ostacoli - 8"54
- 8ª ai campionati italiani assoluti, 100 m ostacoli - 13"76
- 4ª ai campionati italiani assoluti, staffetta 4×100 m - 46"76

2022
- 4ª ai campionati italiani assoluti indoor, 60 m ostacoli - 8"25
- Argento ai campionati italiani assoluti, 100 m ostacoli - 13"12

2023
- Oro ai campionati italiani assoluti indoor, 60 m ostacoli - 8"04
- Bronzo ai campionati italiani assoluti, 100 m ostacoli - 13"32

2024
- Oro ai campionati italiani assoluti indoor, 60 m hs - 8"07